# Centro Internacional de Agricultura Tropical

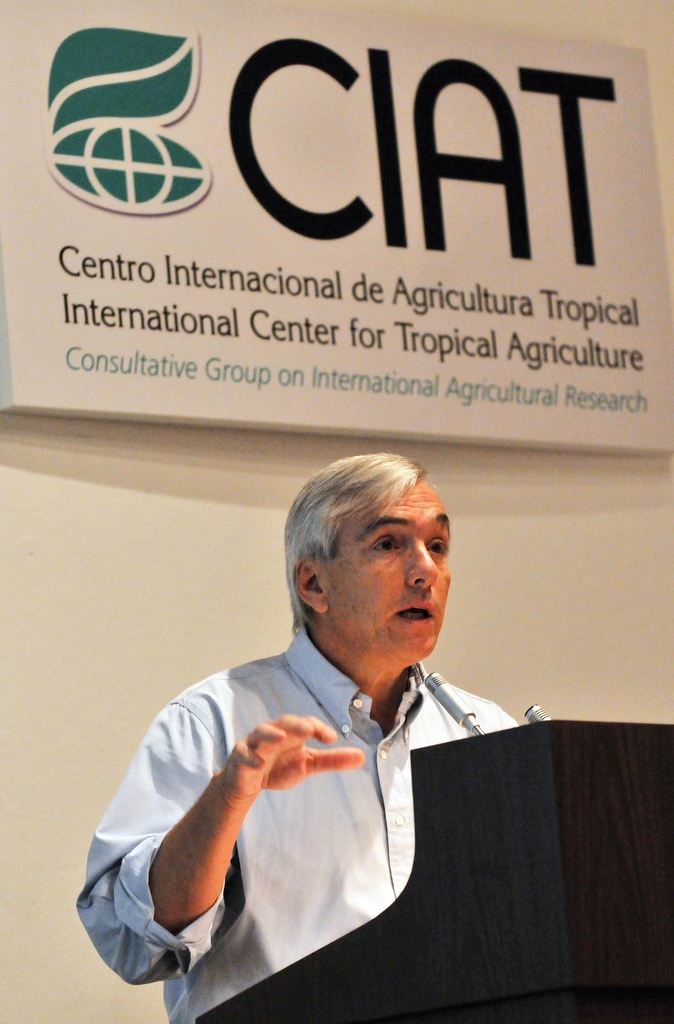
Ruben Echeverría (2010)

Das Centro Internacional de Agricultura Tropical (CIAT; dt. Internationales Zentrum für tropische Landwirtschaft) ist ein internationales Agrarforschungszentrum mit Sitz in Palmira, Valle del Cauca, Kolumbien, und wurde 1967 gegründet. Es ist eines der 15 Institute der Consultative Group on International Agricultural Research. Seit 2009 ist Ruben Echeverría Direktor.

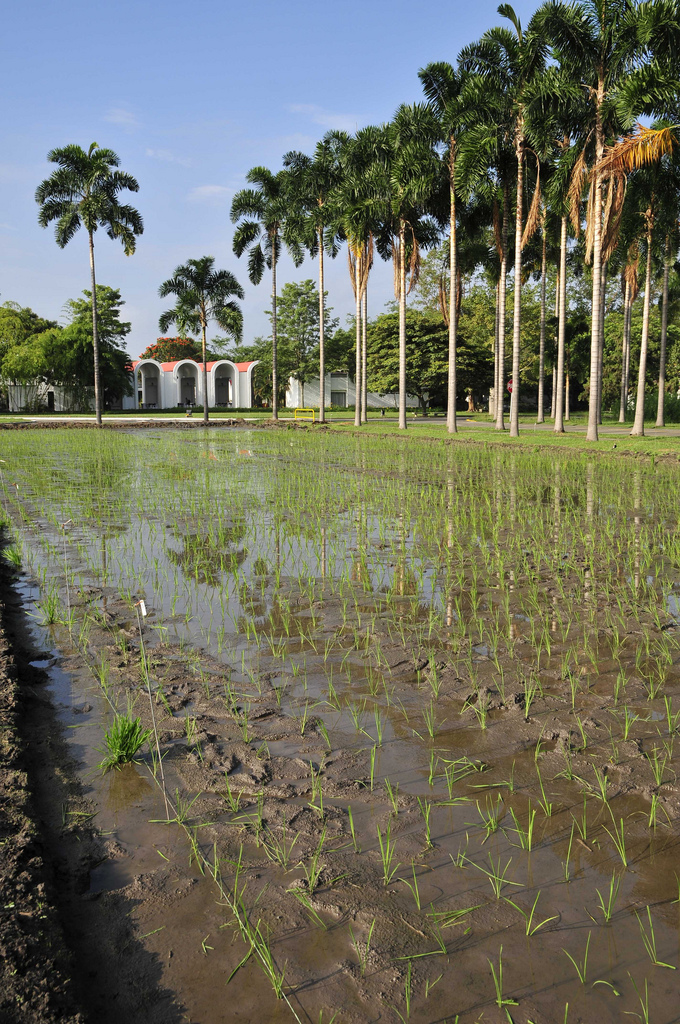
Versuchsfelder vor dem Haupteingang

Ziel der CIAT ist die non-profit Anwendungs- und Grundlagenforschung für nachhaltige Agrarökosysteme kleinbäuerlicher Betriebe in den Tropen mit Schwerpunkt Lateinamerika. Dabei steht  das Bereitstellen von züchterisch verbessertem Saatgut für Kleinbauern im Vordergrund. Ebenfalls zum Auftrag zählen stabile Pflanzenerträge mit weniger Ausfällen durch Krankheiten und Wetterereignissen, nachhaltige und erosionsresistente Land- und Bodennutzungssysteme und Innovationen im ruralen Raum. Thematisch unterteilt in Agrobiodiversität und Genetik, Ökologie und Phytopathologie, Management von Schädlingen und Pflanzenkrankheiten, Bodenökologie und Verbesserung der Landnutzung, Analyse von Raumnutzungssystemen (Rural Spatial Information Systems (RSIS)) und sozioökonomische Untersuchungen.
Im CIAT sind ca. 800 Personen beschäftigt, davon 120 Agrarwissenschaftler und Biologen. Das CIAT unterhält den Agronatura Science Park, zahlreiche Laboratorien, eine eigene Wetterstation und Versuchsfelder.
Das CIAT genießt ein hohes internationales Ansehen im Bereich Bohnen, Maniok und tropische Futterpflanzen.